# Gothataone Moeng
Pour les articles homonymes, voir Moeng.
Œuvres principales
Call and Response (2023)
Gothataone Moeng, née à Serowe (Botswana), est une écrivaine botswanaise. 
Elle est principalement connue pour son recueil de nouvelles Call and Response, publié en 2023, qui explore les tensions entre tradition et modernité dans la société botswanaise contemporaine.

## Biographie
Originaire de Serowe, Gothataone Moeng étudie à l'University of Mississippi où elle obtient un Master of Fine Arts (MFA) en écriture créative. Elle est ensuite sélectionnée comme boursière Wallace Stegner à l'Université Stanford.

## Œuvre
Son recueil Call and Response (Viking, 2023) comprend plusieurs nouvelles situées au Botswana, notamment dans des villages comme Serowe, et aborde des thèmes tels que :
- la condition féminine
- les conflits générationnels
- la migration et le retour au pays
- les tensions entre modernité et coutumes locales

Le recueil a été salué pour sa prose précise et sa capacité à évoquer des émotions complexes dans des contextes culturels spécifiques.

## Style et réception
Gothataone Moeng est reconnue pour son style sobre et introspectif, qui met en lumière les dilemmes moraux et sociaux de ses personnages. Son travail a été comparé à celui de Chimamanda Ngozi Adichie pour sa capacité à rendre universels des récits ancrés dans une culture locale.

## Publications
- Call and Response (Viking, 2023)
- Nouvelles parues dans The Oxford American, A Public Space, One Story